# Xavier Diskeuve
Xavier Diskeuve est un journaliste, auteur, scénariste et cinéaste belge né à Namur en 1962.

## Biographie

### Journaliste
Xavier Diskeuve est candidat en philosophie et licencié en Arts et Sciences de la Communication de l'Université de Liège. Après un premier stage de journalisme auprès de Philippe Reynaert au défunt magazine de cinéma Visions, il en obtient un second auprès du journal Vers l'Avenir qui l'embauche en avril 1985 pour collaborer aux pages de l'édition namuroise. D'étudiant cinéphile, il devient critique de cinéma à l'occasion du premier Festival International du Film Francophone de Namur en 1986. Au début des années 1990, il suit pour son journal le tournage de C'est arrivé près de chez vous de Benoît Poelvoorde, ce qui lui donne l'occasion de suivre également le Festival de Cannes. À partir de 1999, il est pendant trois années journaliste sportif, dédié au cyclisme. Lors du Tour de France 2001, il rédige un feuilleton quotidien, les aventures d'un reporter imaginaire dénommé Saturnin Piriquet auxquelles le quotidien Libération consacre un article . Il passe ensuite aux informations générales, puis aux informations culturelles et magazines, toujours de L'Avenir. Il est aussi président de la Société des rédacteurs des éditions de L'Avenir, de 2004 à 2008.
Il se met en congé du journal Vers l'Avenir durant deux ans, de septembre 2010 à juillet 2012 pour se consacrer à l'écriture des sketches de l'émission quotidienne et satirique Votez pour moi sur Bel RTL. Il se met à nouveau en congé du journal en juin 2013 pour se consacrer à la préparation et la réalisation de son premier long métrage Jacques a vu. Depuis juin 2014, il fait partie de la rédaction web du journal et rédige une rubrique d'humeur hebdomadaire dénommée « Le Presse-Citron » dans le supplément week-end de L'Avenir et sur le site du journal Lavenir.net.
Durant les années 1990, il participe à la rédaction d'un mensuel de rock belge gratuit et volontiers caustique dénommé MoFo (le magazine Rock & Rosse) qui va durer 9 ans et près de 100 numéros . Il y rédige des interviews et des critiques d'albums sur la pop française et sur la bande dessinée sous le pseudo de Benjamin Lu. Il y rédige aussi une rubrique composée de brèves et de petits dialogues satiriques dénommée « Croyez-le si vous voulez ».

### Auteur
Xavier Diskeuve est auteur de nouvelles plusieurs fois primé : 
- 1993 : Les 4 murs, prix Simenon à Liège
- 1994 : Je hais les corps de métier, prix Polar RTBF
- 1994 : Huit Picon Vin Blanc, prix Polar RTBF
- 1996 : Tout le monde peut le faire, prix Polar RTBF
- 1997 : Pascal Sevran, prix Polar RTBF
- 2008 : Le Con, prix La Tribune de Bruxelles du concours Polar La Première[7]

Il est aussi auteur de pièces de théâtre et de sketches pour des "seul en scène" :
- 2003 : Personnages en quête de tueur, d'après plusieurs de ses nouvelles, créé par le Théâtre royal universitaire de Liège, dans une mise en scène de Robert Germay [8]
- 2011 : The Beach Buysse, seul en scène coécrit avec Nicolas Buysse[9]
- 2016: Tronches de vie, seul coécrit avec Vincent Pagé, dont il est aussi le producteur [10]. Un spectacle joué 150 fois et qui fera notamment le festival "off" d'Avignon en 2018 [11]
- 2019 : Un Pagé dans la mare, seul en scène écrit pour Vincent Pagé (et producteur également) [12] Malgré la crise du Covid, ce nouveau spectacle compte actuellement plus de 100 dates en Wallonie, à Bruxelles et dans le Nord de la France.
- 2023: Fidèle au poste (self acteur), nouveau seul en scène coécrit avec Vincent Pagé (et qu'il produit). C'est une suite d'un spectacle antérieur de Vincent Pagé dénommé "C'est ma tournée" dans lequel il raconte son métier de facteur. Créé à Namur le 7 février 2023, ce spectacle tourne depuis en Wallonie, à Bruxelles et dans le Nord de la France.

### Scénariste
L'émission satirique Votez pour moi, lancée par la chaîne de radio privée Bel RTL à la suite des élections législatives belges de juin 2007 perd son scénariste principal, Dubus, après trois saisons. Il est remplacé à l'écriture par Xavier Diskeuve qui écrivait déjà les sketches du vendredi. Durant deux saisons, de septembre 2010 à juin 2012, ce dernier assure quasi intégralement les textes de l'émission , finalisés chaque matin même avec l'imitateur André Lamy et le comédien Olivier Leborgne,.
À partir de septembre 2012, pour permettre à Xavier Diskeuve de mener de front d'autres projets, l'émission est coécrite avec par une équipe de quatre auteurs dont Benoit Noel, Vincent Peiffer et Marcel Sel tant en radio qu'en télé. Après une « année sabbatique » (la saison 2018-2019), Xavier Diskeuve revient comme auteur dans une équipe remodelée tant pour la version télé qu'au quotidien pour la radio. Il quitte l'émission définitivement en juin 2023.
En parallèle, il coécrit plusieurs spectacles d'André Lamy et en particulier Politiquement correct  (2010) Retour au Music-Hall (2012)  Lamy qui vous veut du bien (2014), Lamy ne fait pas le moine (2016), Lamy râle (2019) et Lamytateur (2022)

### Cinéaste

#### Courts métrages
C'est d'une de ses nouvelles primées, Pascal Sevran, qu'il tire son premier court-métrage, La Chanson-chanson (2002) avec Nicolas Buysse et François Maniquet qui obtient le prix UIP au Festival international du film de Flandre de Gand. Il reprend l'un des personnages principaux, un garçon de ferme taciturne, dans un deuxième court-métrage, Mon Cousin Jacques (Prix du public aux festivals de Villeurbanne, Grenoble, Alès, Bruxelles et Namur, repris dans les 50 films marquants des 50 ans de l'Aide au cinéma en Fédération Wallonie Bruxelles ,).
Puis c'est le couple de comédiens formé à la fin de celui-ci (François Maniquet et Christelle Cornil) qui fut réuni à nouveau dans Révolution (2006) , film qui délaisse la ferme pour un autre univers, celui de l'administration (1er prix de la compétition mondiale au Festival des films du Monde de Montréal en 2006)... On y retrouve également Nicolas Buysse, un des autres acteurs-fétiches du réalisateur. Puis en 2009, I Cannes get no, road-movie décalé où les deux personnages de La Chanson-Chanson se retrouvent dans les coulisses du Festival de Cannes. Les trois premiers, présentés comme une « trilogie », sont réunis en DVD, le quatrième figure en bonus du DVD de son long métrage Jacques a vu.
Il a aussi produit ou coproduit les deux courts métrages réalisés par le Namurois François Paquay, deux courts qui sont aussi des adaptations de ses nouvelles : Le Con (2008)  avec Jean-Philippe Lejeune et Koen Van Impe et Le Scénariste (2017) avec Serge Riaboukine 
Après avoir été candidat dans des dizaines de compétition, il fait également partie des membres de divers jurys de festivals,.

#### Passage au long métrage
Xavier Diskeuve tourne en juillet et août 2013 dans la région namuroise son premier long métrage, Jacques a vu,avec les comédiens de ses courts (François Maniquet, Nicolas Buysse, Christelle Cornil, Alain Azarkadon,Nicolas Colchat) entouré des comédiens belges Jean-Luc Fonck, Olivier Massart, Alexandre Von Sivers et d'une trentaine d'autres. Le cadre est assuré par Damien Chemin et la lumière par le chef opérateur Jean-Paul De Zaeytijd (Eldorado de Bouli Lanners).
Après sa première au Festival international du film francophone en octobre 2014, le film sort dans les salles belges en janvier 2015. Son parcours en festivals comprend notamment la clôture du Festival international du Premier film d'Annonay en France  et le Festival du film de la Ville de Québec en 2015, puis en 2016, le Barcelona Planet Film Festival (avec prix d'interprétation pour la comédienne Christelle Cornil), le Sydney World Film Festival (Australie) ou le Rome International Film Festival (Géorgie - États-Unis) où il obtient le Best Foreign Film Award . Il est aussi désigné «Best Comedy» à l’Annual Copenhagen Film Festival, au Danemark en mars 2017.
Retour au court métrage
Après avoir consacré de nombreuses années à Jacques a vu, Xavier Diskeuve éprouve le besoin de souffler concernant le cinéma. C'est en 2020 qu'il reprend le collier en écrivant puis produisant et réalisant un nouveau court, "Tonton Maurice" (21') , à nouveau dans la région namuroise, l'histoire d'un centenaire encore gaillard qui relève le défi de battre le record du monde du cent mètres catégorie centenaire. David Taillebuis est au cadre et à la lumière. Dans la distribution, Vincent Pagé tient le rôle du centenaire, entouré de François Maniquet, Jean-Philippe Lejeune, Viviane Collet, Freddy Tougaux, Laurent Dauvillée, Alain Perpète et une quinzaine d'autres comédiens. Le film commence sa carrière en juin 2021 et récolte assez rapidement une trentaine de festivals ainsi que quelques prix dont le prix "Best comedy" au Aladerri international shortfilm festival de Chicago  où Vincent Pagé est aussi nommé "Best actor". Le film est coproduit par la RTBF.
Alors que « Tonton Maurice » commence sa carrière, Xavier Diskeuve tourne un autre court durant l'été 2021, "Le Petit prodige",l'histoire de Félix, un jeune pianiste doué qui se retrouve mêlé à une embrouille footballistique. À nouveau, la RTBF est partenaire du projet. La distribution comprend Nicolas Lacroix dans le rôle central, entouré de François Maniquet, Jean-Philippe Lejeune, Marie-Noëlle Hebrant, Alain Perpète, Laurent Dauvillée etc. "Le Petit prodige" obtient 17 prix et décroche des festivals dans une vingtaine de pays.
En 2023, Xavier Diskeuve tourne un nouveau court métrage "Domicile fixe"  dans son propre quartier de Salzinnes (Namur), avec dans les rôles principaux Jean-Philippe Lejeune, Vincent Pagé, François Maniquet, Maude Richard, John-John Mossoux, Laurent Elmer Dauvillée, Viviane Collet, Marie-Noëlle Hébrant et Eric de Staercke. L'histoire d'une cohabitation pleine de non-dits entre un bourgeois, ses enfants et un SDF qui semble s'est installé pour quelque temps .

## Filmographie
Courts-métrages
- 2002 : La Chanson-chanson, Prix UIP/Ghent de la compétition European shorts du Festival international du film de Flandre-Gand en 2002[29] Diffusion télé : RTBF, Ciné-cinéma, TV5Monde. Pour visionner:
- 2004 : Mon cousin Jacques, Prix de la Communauté française, prix La Deux et prix du Public au Festival du court-métrage de Bruxelles en 2004[41] Diffusion télé : RTBF, BeTV, Ciné-Cinéma, France 2, TV5Monde. Pour visionner:
- 2006 : Révolution, 1er prix du Festival des films du monde de Montréal en 2006[42] Diffusion télé : Canal +, BeTV, RTBF, France 3, Ciné-Cinéma. Pour visionner :
- 2009 : I Cannes get no[43] Diffusion télé : RTBF, TV5Monde. Pour visionner :
- 2021 : Tonton Maurice , diffusion télé: RTBF   Best comedy au Aladerri international shortfilm festival (USA), Best belgian shortfilm au Festival international du court métrage de Kalmthout (B) etc.
- 2022 : Le Petit prodige diffusion télé: RTBF   (sortie en avril 2022)
- 2023: Domicile fixe  (sortie en février 2024)

Longs-métrages
- 2014 : Jacques a vu. [44]  Diffusion télé : RTL TVI (Plug RTL) le 17 décembre 2020. Teaser: